# Llista d'oradors grecs
A continuació es presenta una llista dels oradors grecs més destacats de l'època clàssica.
| Índex A B C D E F G H I J K L M N O P Q R S T U V W X Y Z |

## A
- Adrià de Tir
- Alcimos (retòric)
- Alexandre Licnos
- Alexandre Numeni
- Alexandre Pelòplaton
- Amfícrates (retòric)
- Androcles
- Andròmac (retòric)
- Andròtion (orador)
- Antifont
- Apol·lodor de Pèrgam
- Apol·loni Moló
- Apol·loni d'Atenes
- Apol·loni de Naucratis
- Apsines de Gàdara
- Publi Eli Aristides
- Aristó d'Alees
- Aristodem de Nisa el jove
- Aristòfon d'Azènia
- Aristòfon de Colittos
- Aristogíton d'Atenes
- Aristòtil d'Atenes (orador)
- Aristòtil de Sicília
- Artemidor de Cnidos
- Arístocles de Pèrgam
- Ateneu (retòric)
- Atenodor d'Enos

## B
- Bató de Sinope
- Bemarc
- Bió de Siracusa
- Buteó (orador)

## C
- Càl·lies de Siracusa (orador)
- Cal·línic (retòric)
- Cal·lístenes d'Atenes
- Cal·lístrat d'Afidnes
- Canini Celer
- Carísios (orador)
- Caucal de Quios
- Cèfal d'Atenes
- Cefisòdot (orador)
- Cídies (orador)
- Cir (retòric)
- Cleòcares
- Cleònim d'Atenes
- Cleó d'Halicarnàs
- Coc (orador)
- Crates de Tral·les
- Crest de Bizanci
- Críties

## D
- Dromòclides

## E
- Efialtes (general atenenc)
- Efialtes d'Atenes
- Eli Dionisi
- Epifani de Petra
- Esió
- Èsquil de Cnidos
- Èsquines d'Atenes
- Èsquines de Milet
- Euctemó
- Eudem (retòric)
- Eunapi
- Euríclides
- Euriptòlem (orador)
- Eustoqui de Capadòcia
- Eutidem de Quios
- Èuties
- Evatle (orador)
- Evodià

## F
- Frontó d'Emisa

## G
- Genetli
- Glaucip
- Glàucies (retòric)
- Gòrgies d'Atenes
- Gòrgies de Leontins

## H
- Hegemó d'Atenes
- Hegèsies de Magnèsia
- Hegèsip (orador)
- Heliodor (retòric)
- Hermes (retòric)
- Hermàgores Carió
- Hermàgores de Temnos
- Hermòcrates de Focea
- Hermògenes de Tars (retòric)
- Heràclides de Liea
- Heró d'Atenes
- Hibrees de Milasa
- Hieri
- Himereu
- Himeri de Prusa
- Hipèrbol
- Hipèrides

## I
- Iseu d'Assíria
- Iseu de Calcis
- Isòcrates d'Apol·lònia
- Isòcrates d'Atenes

## J
- Julià (orador)
- Julià de Cesarea

## L
- Làcares (retòric)
- Làcares d'Atenes
- Làcritos
- Lesbocles
- Leòdames
- Libani
- Licimni de Sicília
- Licoleó
- Licurg (orador)
- Licó d'Atenes
- Lisisc d'Atenes
- Lísies (orador)
- Lísies (sofista)

## M
- Marí de Flàvia Neàpolis
- Menandre de Laodicea (retòric)
- Menecles d'Alabanda
- Menesecme
- Mènip d'Estratonice
- Merocles
- Metròfanes (sofista)
- Metròfanes d'Eucàrpia
- Mició d'Atenes
- Minucià d'Atenes
- Mnesífil

## N
- Naucrates d'Eritrea
- Nicàgores d'Atenes
- Nicòstrat (retòric)

## O
- Obrimos
- Oenòmarc
- Olimpi
- Onàsim
- Els deu grans oradors àtics

## P
- Pal·ladi de Methone
- Pammenes d'Atenes
- Pancrates (retòric)
- Pau de Tir
- Pau el Sofista
- Pitees d'Atenes
- Pitocles d'Atenes
- Plutió
- Polemó Antoni
- Polieucte
- Polus d'Agrigent
- Polícrates d'Atenes
- Potamó de Mitilene
- Procle de Naucratis
- Pròdic de Queos
- Publi Eli Aristides
- Publi Herenni Dexip
- Publi Hordeoni Lol·lià
- Pàmfil (retòric)
- Pàmfil de Sicília
- Publi Eli Aristides

## S
- Sabí (retòric)
- Segon (sofista)
- Sibinti
- Simó Sofista
- Sòfocles (orador)

## T
- Temisti
- Teodectes de Faselis
- Teodectes el Jove
- Teodor de Cinòpolis
- Teodor de Gàdara
- Teodot (retòric)
- Teràmenes d'Atenes
- Teòcrit de Quios
- Teó (retòric)
- Timàgenes d'Alexandria
- Trasimac
- Troile

## Z
- Zenó de Cítion (orador)
- Zenó de Laodicea